# IC 5256
IC 5256 је спирална галаксија у сазвјежђу Индијанац која се налази на листи објеката дубоког неба у Индекс каталогу.
Деклинација објекта је - 68° 41' 25" а ректасцензија 22h 49m 45,6s. Привидна величина (магнитуда) објекта IC 5256 износи 14,0 а фотографска магнитуда 14,6. IC 5256 је још познат и под ознакама ESO 76-28, FAIR 611, PGC 69820.